# Bartos Tibor
| Bartos Tibor                              | Bartos Tibor                              |
| Kattints az alábbi külső linkek egyikére! | Kattints az alábbi külső linkek egyikére! |
| ----------------------------------------- | ----------------------------------------- |
| Nem található szabad kép.(?)              |                                           |
| külső link · jogvédett                    | Bartos Tibor 2008-ban                     |
| külső link · jogvédett                    | Bartos Tibor                              |

Bartos Tibor (Újpest, 1933. augusztus 1. – Budapest, 2010. március 26.) magyar műfordító, irodalomtörténész és szótárszerkesztő.

## Életrajza
Édesapja osztrák, édesanyja magyar nemzetiségű volt. Az Idegen Nyelvek Főiskoláján végzett. Az 1950-es években az újpesti cigányság nyelvének tanulmányozásával foglalkozott, majd 1954 és 1965 között az Európa Könyvkiadó szerkesztője volt. Működése során számos művet fordított le angolról magyarra. Lírai és prózai művek átültetésével egyaránt foglalkozott. Munkája nyomán olyan szerzők műveit ismerhette meg a magyarul beszélő publikum, mint William Makepeace Thackeray, Samuel Beckett, Jack London, John Dos Passos, Henry Miller, William Styron, Ralph Ellison, Tom Wolfe, Edgar Allan Poe, Stephen King és John Updike. Újrafordította Mark Twain Huckleberry Finn és Jack Kerouac Úton című regényét.
Bartos a hosszú évek alatt szisztematikusan gyűjtötte a szinonimákat, amelyeket csoportosított és láncokba rendezett. Munkája eredményeként 2002-ben jelent meg a Magyar szótár. Egymást magyarázó szavak és fordulatok tára I–II. című szinonimagyűjtemény, amely 304 fogalomkörbe rendezett, és ezeken belül logikai-asszociatív sorokba szedett szavak és fordulatok óriási tára. Több évtizedes munkásságáért 2002-ben Déry Tibor-díjat kapott. Kiadatlan önéletrajzi regényéből szemelvényeket közölt a Holmi.
Bartos Tibor tősgyökeres újpesti volt. 2010. március 26-án újpesti otthonában hunyt el.

## Értékelése Magyarországon
Bartost Magyarországon a legtermékenyebb műfordítók egyikeként tartják számon. A cigányság körében végzett kutatásaiért, illetve fordításaiért több díjat is kapott.

### Díjai
- Wessely László-díj (1981)
- Az év könyve (1985)
- Déry Tibor-díj (2002)[6]

## Kötetei
- Sosemvolt Cigányország. Szegkovács cigány történetek; gyűjtötte és írta Bartos Tibor, utószó M. Ladvenicza Ilona; Európa, Bp., 1958 (bolgár, német, orosz nyelven is)
- László; összeáll. Bartos Tibor; Helikon, Bp., 1988
- Anettka érkezik; Adam de Modé, Bp., 2001
- Magyar szótár. Egymást magyarázó szavak és fordulatok tára, 1-2.; Corvina, Bp., 2002